# 185554 Bikushev
185554 Bikushev è un asteroide della fascia principale. Scoperto nel 2008, presenta un'orbita caratterizzata da un semiasse maggiore pari a 2,9654454 UA e da un'eccentricità di 0,0383807, inclinata di 9,45651° rispetto all'eclittica.